# Chiesa della Maestà del Ponte
La chiesa della Maestà del Ponte si trova a Montepulciano Stazione, a pochi passi dall'Autostrada del Sole, in mezzo alla campagna della Valdichiana; fa parte della diocesi di Montepulciano-Chiusi-Pienza. È ubicata sull'antica Via Lauretana ed è una delle sette chiese dedicate alle Vergine Maria nel territorio di Montepulciano (quattro nel capoluogo e tre fuori dalle mura). Fin da epoca remotissima a Montepulciano è infatti vivo il Culto mariano.

## Storia
Da tempo esisteva un'edicola con l'immagine della Madonna chiamata Madonna del Salarco (nei confini parrocchiali di Gracciano), venerata dalla popolazione nei pressi del ponte sulla Chiana che congiungeva il territorio del Comune di Montepulciano con quello di Valiano, vicino all'attraversamento sull'antico corso del torrente Salarco. Nel 1551 fu necessario demolire il tabernacolo contenente l'immagine sacra per iniziare lo scavo del Canale maestro della Chiana, che fu prolungato fino al Lago di Montepulciano per bonificare la zona. Gli abitanti di Gracciano decisero così di costruire una vera e propria chiesa, con la raccolta di numerose elemosine e con l'opera personale di molti operai. Sopra l'altare fu collocata l'immagine dell'edicola abbattuta, la Maestà del Ponte. La chiesa fu ufficiata dal pievano di Gracciano. 
Nel 1620, come riporta l'iscrizione su una vecchia campana, venne eretto il campanile a vela così come si presenta adesso e venne nominato un cappellano. Con la nomina del cappellano fu necessario rendere l'alloggio più decoroso e vennero quindi effettuati nel tempo gli ampliamenti che portarono la chiesa al suo aspetto attuale. Successivamente, quando la chiesa probabilmente la chiesa assunse una certa notorietà e importanza, fu costruito sul lato destro, rispetto all'ingresso, un ampio porticato, poi demolito, i cui segni murari sono ancora parzialmente visibili. Come spesso accadeva tale portico svolgeva una doppia funzione: quella di culto, per offrire l'opportunità di fermarsi in preghiera e di accogliere i devoti in occasioni di funzioni sacre, e quelle di assistenza a viandanti e pellegrini che attraversavano la Val di Chiana. 
La Chiesina, così come oggi è chiamata dalla popolazione, appare per la prima volta nella sua dimensione attuale in una mappa del settembre 1646 ed è indicata come Maestà del Ponte a ricordare quel ponte in assito di legno su palafitte che, in epoca pre-bonifica, portava al Feudo di Vagliano (Valiano). Luogo strategico quindi per la viabilità che non coinvolgeva solo i pellegrini ma anche i commerci e gli scambi poiché unico punto di congiunzione tra le due estremità della palude prima e del territorio bonificato poi. La chiesa ha una semplice facciata con tetto a capanna e campanile a vela in laterizio: sopra il portale architravato è ubicato un occhio circolare con mosaico a vetro in quadricromia. L'interno è ad una navata con tetto a capriate lignee. L'epigrafe incisa su una delle travi maestre dell'orditura lignea del tetto ci informa che la chiesa era già stata costruita nel 1616 e l'Edictum Visitationis del 1617, effettuato per delega del Vescovo Roberto Ubaldini, riporta la supplichevole richiesta di consacrazione dell'edificio, che viene definito anche oratorio. 
Nel corso del 1774 la chiesa fu restaurata e il 17 marzo l'altare maggiore fu dipinto a trompe l'oeil in chiare forme barocche da Cosimo Calosci, come scritto nell'epigrafe in basso al centro. Al centro è rappresentata la Madonna con il Bambino, ridipinta nel corso del Novecento. Questa non è però l'originale Madonna dell'antica edicola; non si sa se è stata coperta da un pessimo restauro e quindi sotto il colori dell'attuale o se è stata coperta da uno strato di intonaco sul quale è poi stata dipinta quella che ad oggi vediamo. Nell'altare laterale sinistro, in stucco, è alloggiata un'opera dell'artista poliziano Francesco Volpi, con Gesù Fanciullo tra San Giuseppe e San Zaccaria, dipinta a olio su carta telata con centinatura risalente a un periodo che va dal 1734 al 1743. Nel dipinto San Giuseppe e San Zaccaria guidando Gesù Bambino in piedi in mezzo ad essi, il quale tiene il mondo in mano. Sull'altare destro è situata un'oleografia della Madonna del Rosario. 
Sulla facciata dell'edificio si segnalano l'ancora integra ed originaria buca delle LIMOSINE posta sul lato sinistro di una delle piccole finestre basse, e dalla quale rimane ancora, nell'interno della chiesa la scatola di raccolta delle stesse e le due finestrine basse la cui collocazione non è casuale: permettevano infatti ai pellegrini ed ai viaggiatori, anche con la chiesa chiusa, di potersi inginocchiare davanti alla Madonna e rivolgere le proprie preghiere. Da quanto si apprende dalla visita pastorale del 1954 del Vescovo Emilio Giorgi l'oleografia della Madonna del Rosario sull'altare destro avrebbe sostituito una tela rappresentante Sant'Anna che insegna a leggere alla Madonna con dietro quattro serafini attribuita alla Scuola dei Feliciati. Non si hanno però notizie e resti di questa tela. 
In una nicchia nella parete interna destra si trova una statua raffigurante la Madonna Regina della Pace, acquistata nel 1984, che viene portata in processione la prima domenica di settembre in occasione della Festa alla Maestà del Ponte. Vari lavori di ristrutturazione sono stati compiuti negli anni: il rifacimento del tetto nel 1998, il restauro della casa adiacente nel 2000, il restauro della scala esterna e del portico laterale nel 2001, la nuova campana nel 2011, a sostituzione di quella datata 1624, messa a riposo dentro l'edificio.

## Festa alla Maestà del Ponte
Già dal 1700 si ha testimonianza di una grande festa popolare alla Chiesa della Maestà del Ponte, a Montepulciano Stazione. Durante la visita pastorale del 1753, l'allora Vescovo annotò la presenza di quindici sacerdoti chiamati per soddisfare le esigenze religiose. In quell'occasione si celebravano cerimonie liturgiche al mattino, seguite dalla Fiera al Ponte, una vivace manifestazione che durava diversi giorni e attirava numerosi mercanti di oggetti, prodotti agricoli e bestie di razza chianina. Nel pomeriggio si svolgevano le corse dei cavalli lungo Via dei Muli e successivamente Via della Madonna. Con il tempo, la festa venne ridotta a una sola grande fiera annuale, che continuò fino al 1929, quando per ordine del Prefetto di Montepulciano fu trasferita nel centro del paese, dove ancora oggi si svolge.
Nel 1983, dopo la revisione dei confini parrocchiali, la Chiesa della Maestà del Ponte è entrata a far parte della parrocchia di Montepulciano Stazione. Il parroco Don Mario Ghezzi decise di unire la Festa della Madonna della Pace, prima celebrata alla Chiesa del Sacro Cuore di Gesù (l'ultima domenica di settembre), con l'antica festa alla Maestà del Ponte. Nacque così una nuova celebrazione unica, fissata per la prima domenica di settembre, dando vita al tradizionale Palio dei Somari. Durante il palio, i sei Rioni del paese – Aventino, Stazione, Fontago, Corbaia, Macchia e Maestà del Ponte – si sfidano in una gara con asini al galoppo. In passato, oltre a questi, esistevano anche altri rioni: Casale, Cinta, Pollaio, Salarco e Rovisci.

## Galleria d'immagini

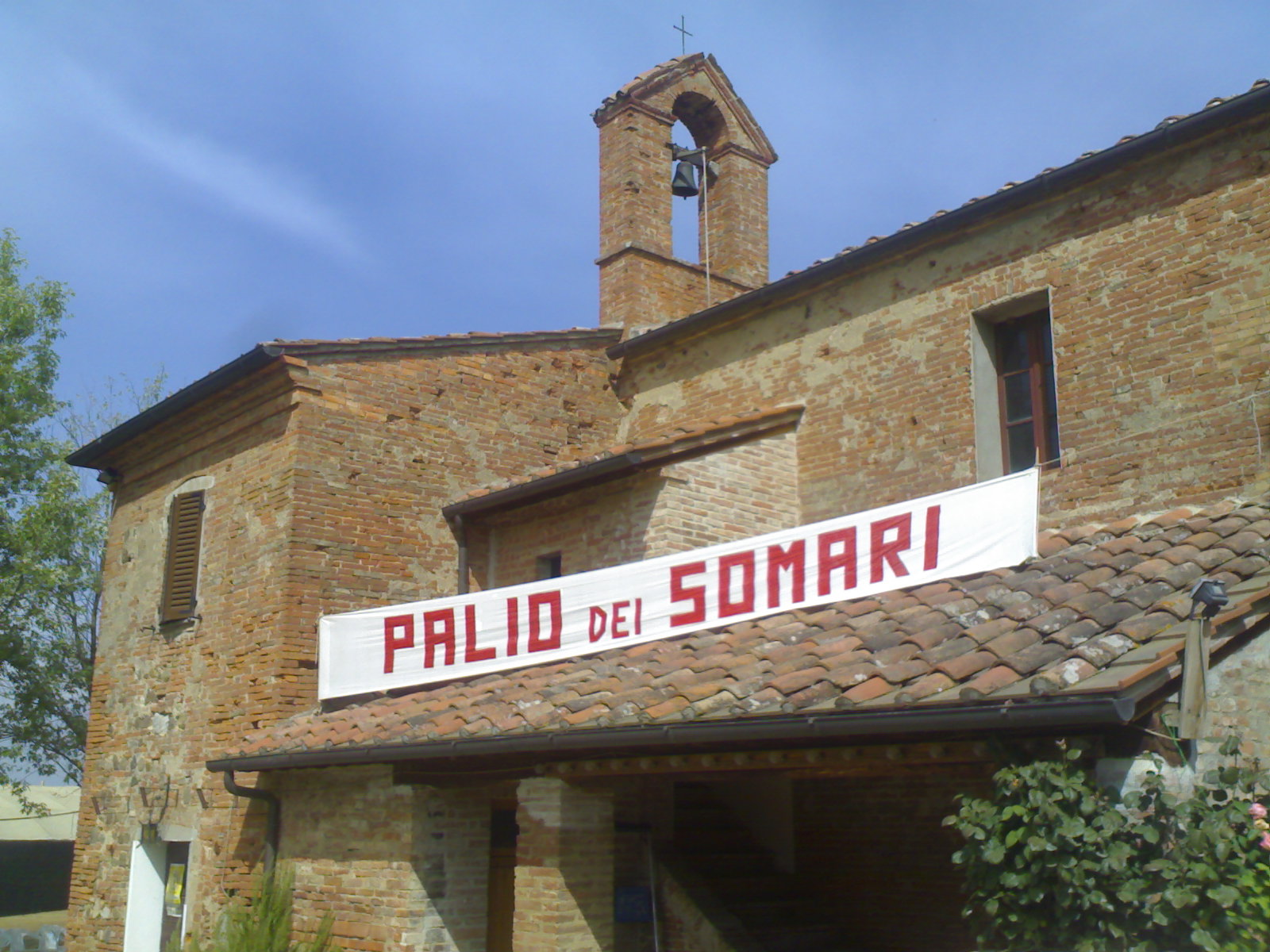
Esterno
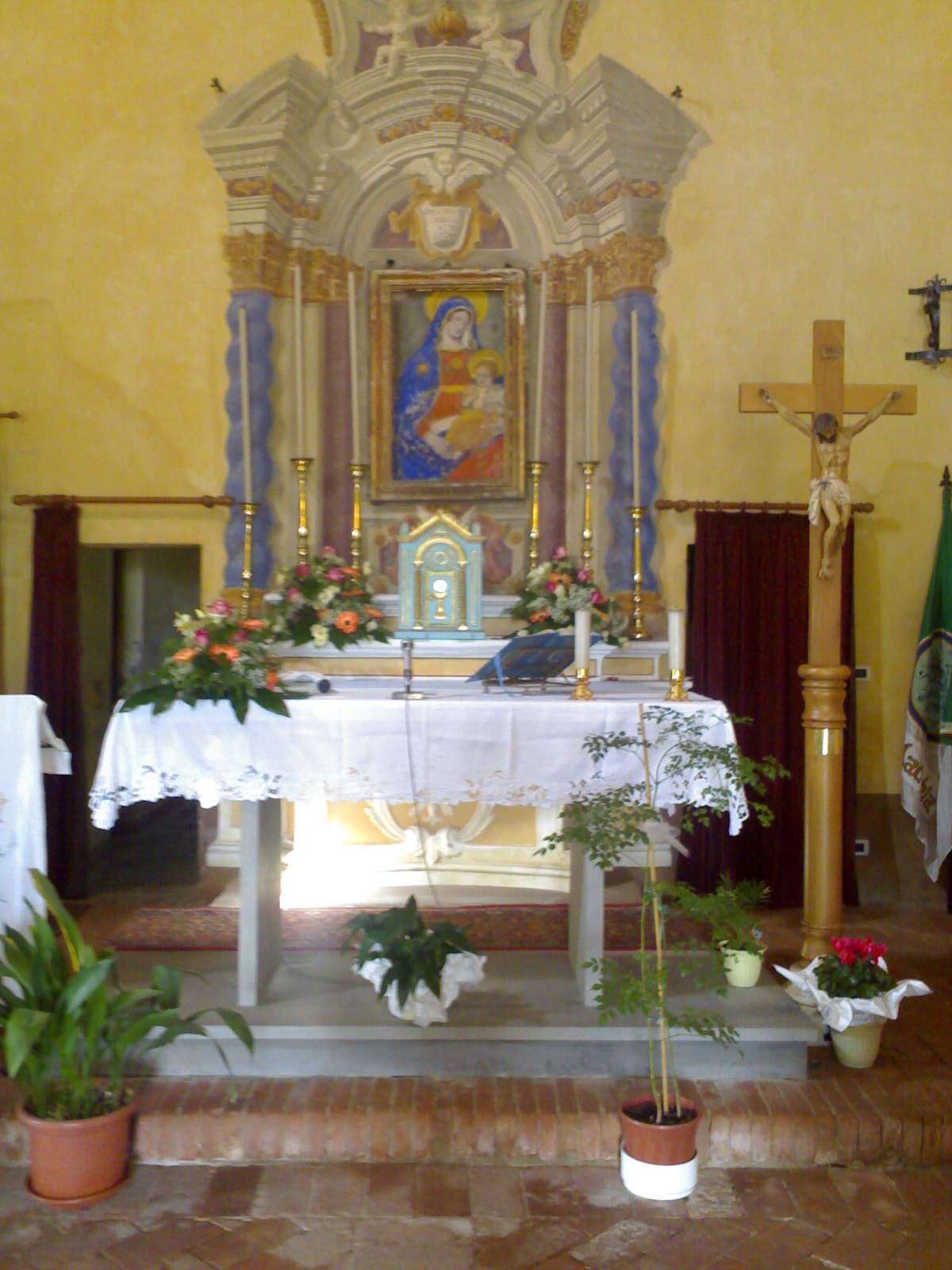
Altare
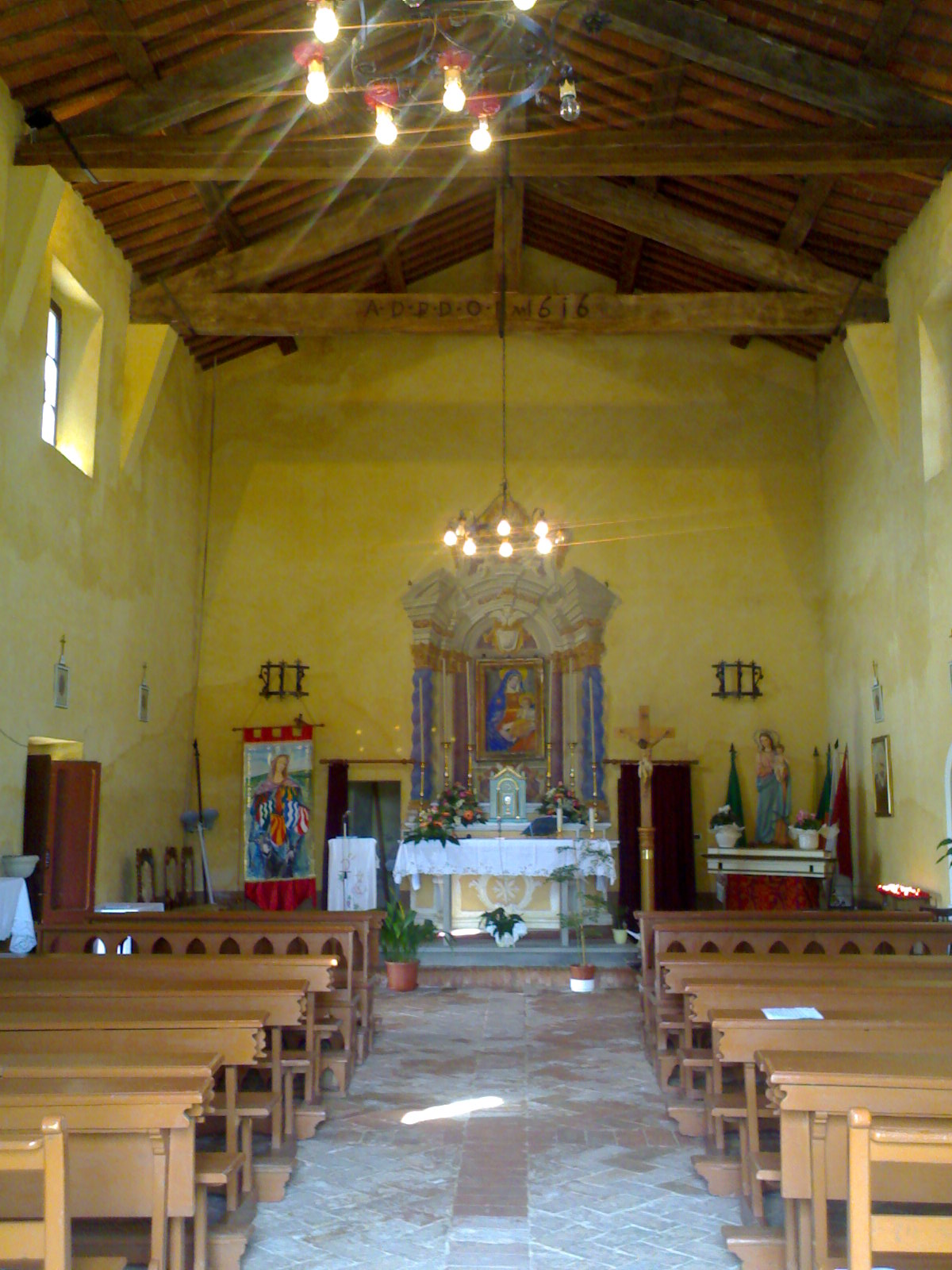
Interno
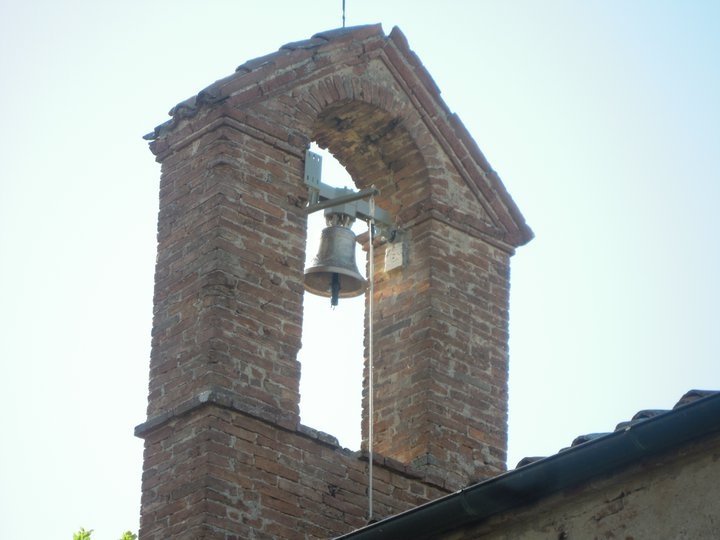
Campanile
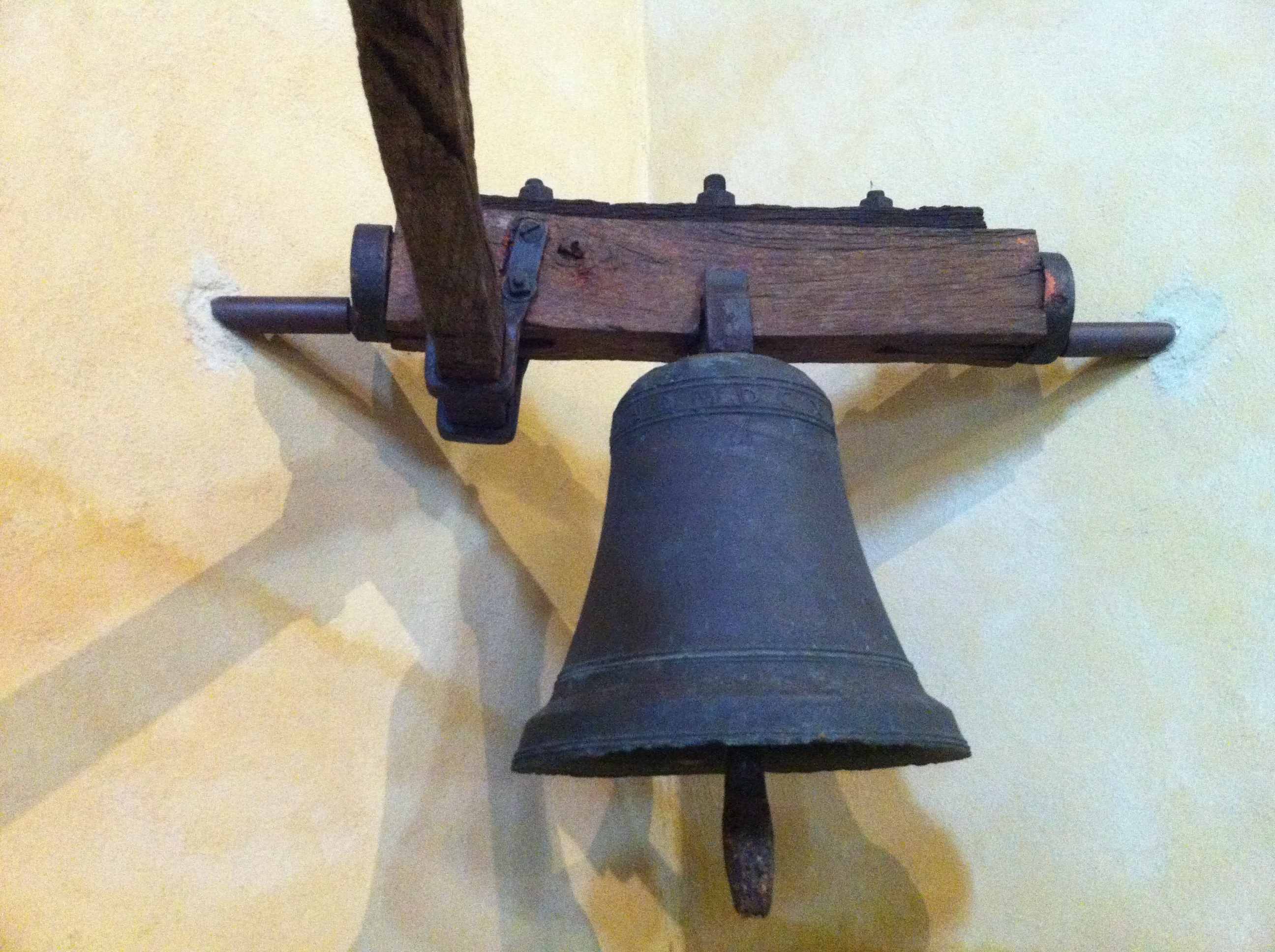
Campana del 1624

## Opere
- Madonna con il Bambino, dipinto a trompe l'oeil, Cosimo Calosci, (1774), (altare maggiore).
- Gesù Fanciullo tra San Giuseppe e San Zaccaria, Francesco Volpi, dipinta a olio su carta telata, (1734-1743), (altare sinistro).
- Madonna del Rosario, oleografia, (altare destro).
- Madonna Regina della Pace, statua, (nicchia laterale destra).

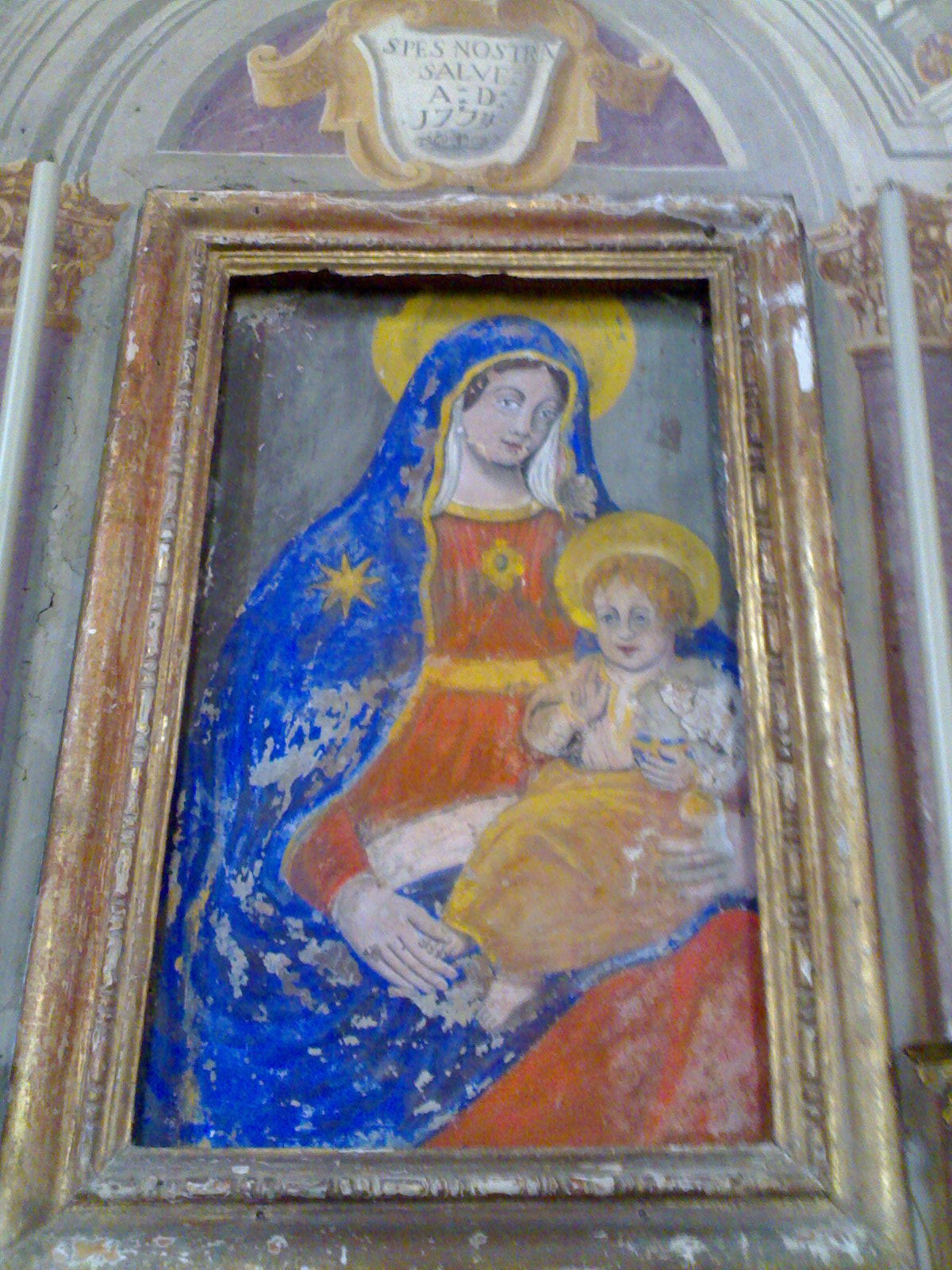
Dipinto Madonna con il bambino
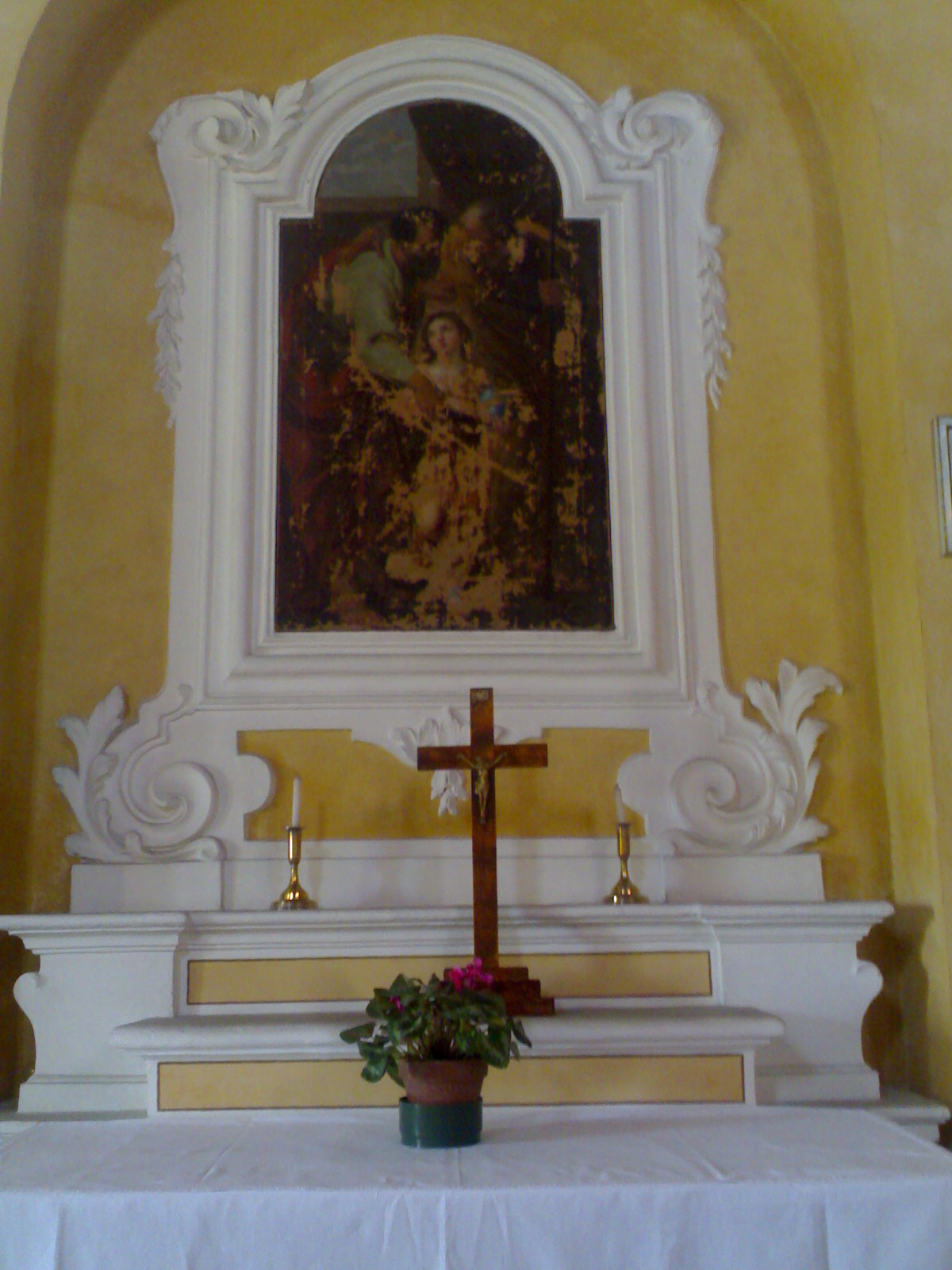
Dipinto Gesù Fanciullo tra San Giuseppe e San Zaccaria
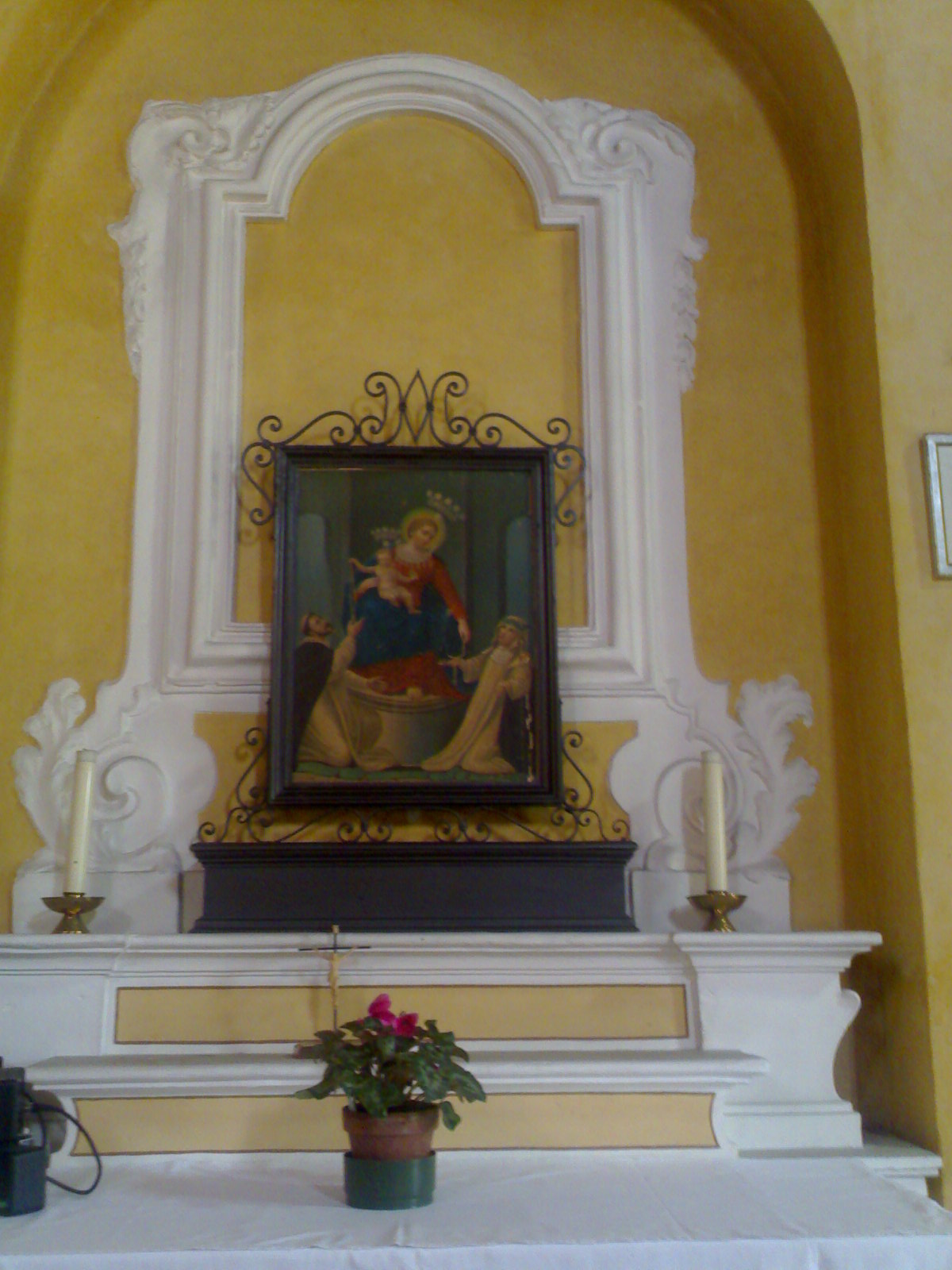
Oleografia Madonna del Rosario
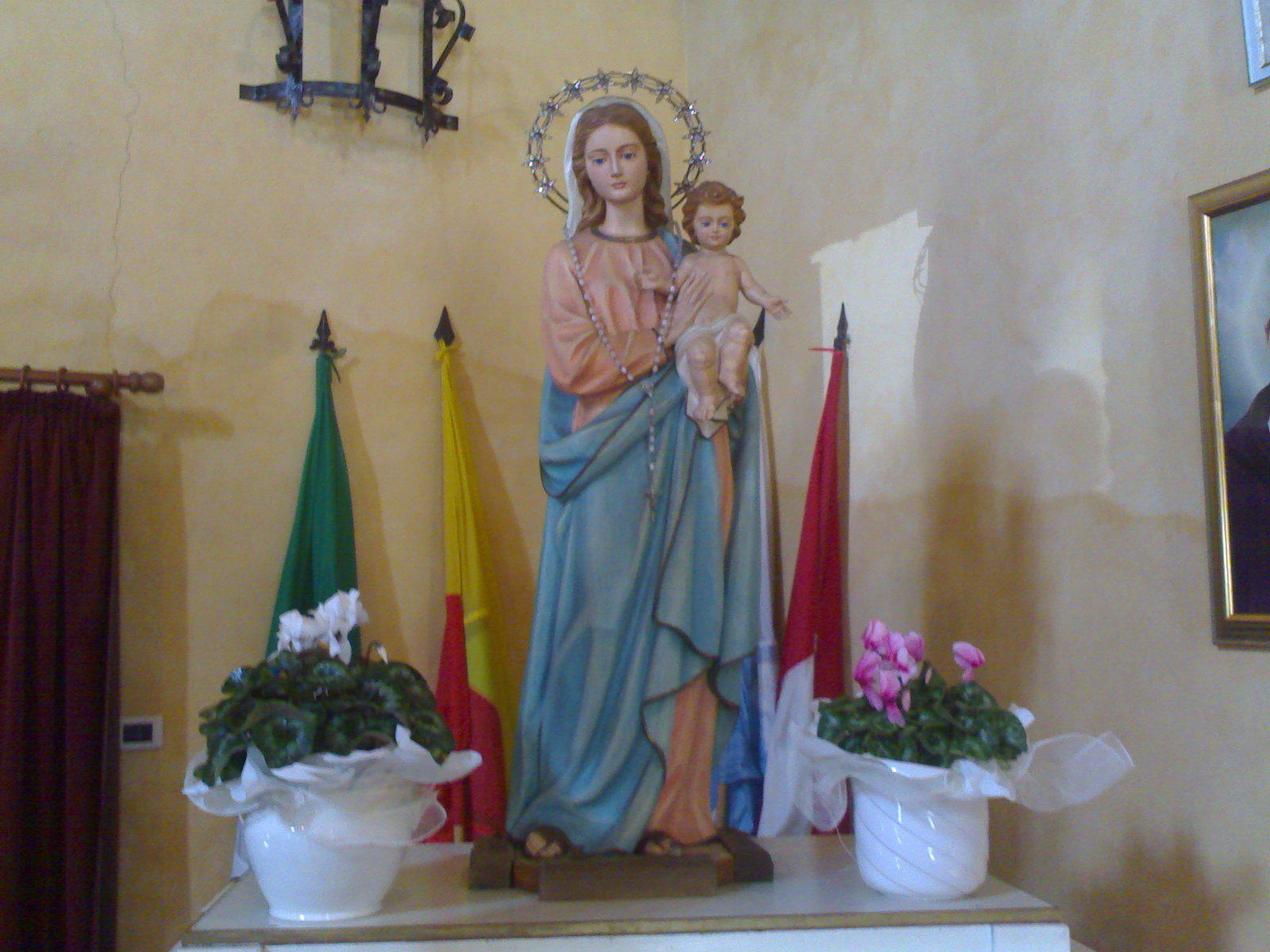
Statua Madonna Regina della Pace